# برت میدلمیس
برت میدلمیس (انگلیسی: Bert Middlemiss؛ ۱۹ دسامبر ۱۸۸۸ – ۱۹۴۱ (۵۲−۵۳ سال)) بازیکن فوتبال اهل بریتانیا بود.
از باشگاه‌هایی که در آن بازی کرده‌است می‌توان به باشگاه فوتبال کویینز پارک رنجرز و باشگاه فوتبال تاتنهام هاتسپر اشاره کرد.